# Iglesia de la Transfiguración (Búfalo)
La Iglesia de la Transfiguración (en inglés: Church of the Transfiguration) es el nombre que recibe un edificio religioso ahora abandonado que está afiliado a la Iglesia católica y se encuentra en las calles Mills y Sycamore de la localidad de Búfalo en el estado de Nueva York al norte de los Estados Unidos.
Construido por la comunidad de inmigrantes polacos en 1896 en el barrio de East Side, fue abierta para servicios religiosos al año siguiente y se mantuvo funcionando hasta 1991 cuando fue cerrada.
Fue edificada en el estilo gótico del renacimiento. Fue cerrada como otros edificios de la ciudad debido a que la mayoría de los feligreses polacos se mudaron hacia otras localidades de Estados Unidos cuando la economía de Búfalo empezó a tener problemas. A pesar de que se obtuvo permiso para su demolición en 1994, esta no se produjo, pues fue vendida a un particular y se realizaron algunos esfuerzos para mantenerla y restaurarla, en 2007 se le hicieron arreglos menores.